# Agromyza microproboscis
Agromyza microproboscis är en tvåvingeart som beskrevs av Friedrich Georg Hendel 1931. Agromyza microproboscis ingår i släktet Agromyza och familjen minerarflugor.
Artens utbredningsområde är Tunisien. Inga underarter finns listade i Catalogue of Life.